# الجدول الزمني للمرأة في الرياضيات
هذا جدول زمني للمرأة  في الرياضيات.

## الجدول الزمني

### بداية الحقبة العامة
- قبل 350: باندروسيون عالمة رياضيات الإسكندرينية اليونانية المعروفة بحل تقريبي لمضاعفة المكعب وحل دقيق مبسط لبناء المتوسط الهندسي.[1]
- ج. 350-370 حتى 415: حياة هيباتيا، الفيلسوفة اليونانية الألكسندرينية الأفلاطونية الحديثة في مصر التي كانت أول امرأة موثقة بشكل جيد في الرياضيات.[2]

### القرن الثامن عشر
- 1748: نشرت عالمة الرياضيات الإيطالية ماريا أغنيسي أول كتاب يناقش التفاضل والتكامل على حد سواء، بمسمى Instituzioni analitiche ad uso della gioventu italiana.[3][4]
- 1759: تم نشر ترجمة وتعليق عالمة الرياضيات الفرنسية إميلي دو شاتليه على عمل إسحاق نيوتن Principia Mathematica بعد وفاته ولا تزال تعتبر الترجمة الفرنسية الموحدة.[5]
- ج. 1787 - 1797: نشرت عالمة الفلك الصينية التي تعلمت ذاتيا وانغ جيني ما لا يقل عن اثني عشر كتابًا ومقالات متعددة عن علم الفلك والرياضيات.[6]

### القرن التاسع عشر
- 1827: رأت عالمة الرياضيات الفرنسية صوفي جيرمان فرضيتها المعروفة باسم مبرهنة جيرمان منشورة في حاشية لكتاب لعالمة الرياضيات أدريان ماري ليجندر.[7][8] في هذه النظرية أثبتت جيرمان أنه إذا كان x و y و z عددًا صحيحًا وإذا كان x5 + y5 = z5، فيجب أن يكون إما x أو y أو z قابلاً للقسمة على 5. كانت مبرهنة جيرمان خطوة رئيسية نحو إثبات مبرهنة فيرما الأخيرة للحالة التي يساوي فيها n 5.[7]
- 1829: تم إجراء أول فحص علني لفتاة أمريكية في الهندسة.[9]
- 1858: أصبحت فلورنس نايتنجيل أول عضوة في الجمعية الإحصائية الملكية.[10]
- 1873: أصبحت سارة وودهيد البريطانية أول امرأة تختبر وتجتاز امتحان كامبريدج الرياضي تريبوس.[11]
- 1874: أصبحت عالمة الرياضيات الروسية صوفيا كوفاليفسكايا أول امرأة في أوروبا الحديثة تحصل على درجة الدكتوراه في الرياضيات التي حصلت عليها من جامعة غوتنغن في ألمانيا.[12]
- 1880: حصلت شارلوت أنجاس سكوت من بريطانيا على إذن خاص لإجراء امتحان كامبريدج الرياضي تريبوس، حيث لم يُسمح للنساء عادة بالتقدم للامتحان، احتلت المرتبة الثامنة في تريبوس بين جميع الطلاب الذين أخذوهم ولكن بسبب جنسها فقد ذهب لقب «رانجلر الثامن» وهو تكريم عالٍ رسميًا إلى طالب ذكر[13] ولكن في الحفل بعد الإعلان عن رانجلر السابع صرخ جميع الطلاب من الحضور باسمها، لأنها لم تستطع حضور حفل توزيع الجوائز، احتفلت سكوت بإنجازها في كلية جيرتون حيث كانت هناك هتافات وتصفيق على العشاء وحفل مسائي خاص حيث غنى الطلاب «See the Conquering Hero Comes»، وتلقت قصيدة كتبها أحد الموظفين وتوجت بالأمجاد.[13]
- 1885: أصبحت شارلوت أنجاس سكوت أول امرأة بريطانية تحصل على درجة الدكتوراه في الرياضيات من جامعة لندن.[14]
- 1886: أصبحت وينيفريد إدجيرتون ميريل أول امرأة أمريكية تحصل على درجة الدكتوراه في الرياضيات من جامعة كولومبيا.[15]
- 1888: تم اكتشاف قمة كوفاليفسكايا وهي واحدة من قائمة موجزة من الأمثلة المعروفة لحركة الجسم الصلب القابل للتكامل بواسطة صوفيا كوفاليفسكايا.[16][17]
- 1889: تم تعيين صوفيا كوفاليفسكايا كأول أستاذة في شمال أوروبا في جامعة ستوكهولم.[12]
- 1890: أصبحت فيليبا فوسيت من بريطانيا أول امرأة تحصل على أعلى درجة في امتحان كامبريدج الرياضي تريبوس. كانت درجاتها أعلى بنسبة 13 في المائة من ثاني أعلى درجة، عندما تم الإعلان عن قائمة السيدات وُصفت فوسيت بأنها «فوق الرانجلر الأول»، لكنها لم تحصل على لقب الرانجلر الأول حيث كان الرجال فقط في ذلك الوقت من يمكنهم الحصول على درجات علمية بالتالي كان الرجال فقط هم المؤهلون للحصول على لقب رانجلر الأول.[18][19]
- 1891: أصبحت شارلوت أنجاس سكوت من بريطانيا أول امرأة تنضم إلى الجمعية الرياضية الأمريكية، ثم سميت جمعية نيويورك الرياضية.[20]
- 1894: أصبحت شارلوت أنجاس سكوت من بريطانيا أول امرأة في المجلس الأول لجمعية الرياضيات الأمريكية.[21]
- 1897: حضرت أربع نساء المؤتمر الدولي الافتتاحي لعلماء الرياضيات في زيورخ في عام 1897 وهن شارلوت أنجاس سكوت وإيجينيا ماساريني وفيرا فون شيف وشارلوت ويديل.[22]

### القرن العشرين
- 1911: أصبحت عالمة الرياضيات السويدية لويز بيترين أوفرتون أول امرأة في السويد تحصل على درجة الدكتوراه في الرياضيات.[23]
- 1913: حصلت عالمة الرياضيات الأمريكية ميلدريد ساندرسون على درجة الدكتوراه لفرضية تضمنت نظرية مهمة حول الثوابت المعيارية.[24]
- 1918: نشرت عالمة الرياضيات الألمانية إيمي نويثر مبرهنة نويثر (الأولى)، والتي تنص على أن أي تناظر قابل للتمييز لفعل النظام الفيزيائي له قانون حفظ مقابل.[25]
- 1927: أصبحت عالمة الرياضيات الأمريكية آنا بيل ويلر أول امرأة تقدم محاضرة في ندوة الجمعية الرياضية الأمريكية.[26][27]
- 1930: أصبحت سيسيليا كريجر أول امرأة تحصل على درجة الدكتوراه في الرياضيات في كندا من جامعة تورنتو.[28]
- 1930s: أثبتت عالمة الرياضيات البريطانية ماري كارترايت فرضيتها المعروفة الآن باسم مبرهنة كارترايت التي تعطي تقديرًا لأقصى معامل لدالة تحليلية لا تأخذ نفس القيمة أكثر من p مرات في قرص الوحدة. لإثبات الفرضية استخدمت نهجًا جديدًا، حيث طبقت تقنية قدمها لارس أهلفورس لرسم الخرائط المطابقة.[29]
- 1943: أصبحت يوفيميا هاينز أول امرأة أمريكية من أصل أفريقي تحصل على درجة الدكتوراه في الرياضيات وحصلت عليها من الجامعة الكاثوليكية الأمريكية.[30]
- 1944: أصبحت هيلين ووكر أول رئيسة للجمعية الإحصائية الأمريكية.[31]
- 1949: أصبحت عالمة الرياضيات الأمريكية جيرترود ماري كوكس أول امرأة منتخبة في المعهد الإحصائي الدولي[32]، كما حصلت ماريا لورا لوبيز على درجة الدكتوراه في الرياضيات مما جعلها أول امرأة تحصل على اللقب في البرازيل.
- 1951: أصبحت ماري كارترايت من بريطانيا أول رئيسة لجمعية الرياضيات.[29][33]
- 1956: بدأت عالمة الرياضيات الأمريكية غلاديس ويست في جمع البيانات من الأقمار الصناعية في مركز دالغرين للحرب السطحية البحرية. أثرت حساباتها بشكل مباشر على تطوير أنظمة GPS دقيقة.

#### 1960s
- 1960 و 1966: نشرت عالمة الرياضيات البريطانية لوسي جوان سلاتر كتابين عن الوظائف القياسية المفرطة من مطبعة جامعة كامبريدج.[34][35]
- 1961: أصبحت ماري كارترايت من بريطانيا أول امرأة تتولى رئاسة جمعية لندن الرياضية.[29]
- 1962: أصبحت عالمة الرياضيات الأمريكية مينه ريس أول شخص يحصل على جائزة الخدمة المتميزة للرياضيات من جمعية الرياضيات الأمريكية.[36]
- 1963: أصبحت غريس أليلي ويليامز أول امرأة نيجيرية تحصل على درجة الدكتوراه عندما دافعت عن فرضيتها في تعليم الرياضيات بجامعة شيكاغو (الولايات المتحدة)[37][38]
- 1964: أصبحت ماري كارترايت من بريطانيا أول امرأة تحصل على وسام سيلفستر من الجمعية الملكية.[29][39]
- 1965: أصبحت عالمة الرياضيات الاسكتلندية إليزابيث مكهارج أول رئيسة لجمعية إدنبرة الرياضية.[40][41]
- 1966: نشرت عالمة الرياضيات الأمريكية ماري ل. بواس «الأساليب الرياضية في العلوم الفيزيائية» التي لا تزال تستخدم على نطاق واسع في الفصول الدراسية بالكليات اعتبارًا من عام 1999.[42][43][44]
- 1968: أصبحت ماري كارترايت البريطانية أول امرأة تحصل على ميدالية دو مورغان، وهي الجائزة الأولى لجمعية لندن الرياضية.[39][45]

#### 1970s
- 1970: أصبحت عالمة الرياضيات الأمريكية مينه ريس أول رئيسة للجمعية الأمريكية لتقدم العلوم.[36]
- 1971: قامت عالمة الرياضيات الأمريكية ماري إلين رودين ببناء أول مساحة لدوكر.[46][47]
- 1971: تأسست جمعية المرأة في الرياضيات وهي مجتمع مهني مهمته تشجيع النساء والفتيات على الدراسة والحصول على وظائف نشطة في العلوم الرياضية وتعزيز تكافؤ الفرص والمساواة في معاملة النساء والفتيات في العلوم الرياضية، تم تأسيسها في ولاية ماساتشوستس.
- 1971: أنشأت جمعية الرياضيات الأمريكية لجنتها المشتركة المعنية بالمرأة في العلوم الرياضية (JCW) التي أصبحت لاحقًا لجنة مشتركة لجمعيات علمية متعددة.[48]
- 1973: نشرت عالمة الرياضيات الأمريكية جان تايلور فرضيتها حول «انتظام المجموعة الفردية للسلاسل المسطحة ثنائية الأبعاد لتقليل السلاسل المسطحة 3 في R3» التي حلت مشكلة طويلة الأمد حول طول وسلاسة منحنيات الوظيفة الثلاثية لفيلم الصابون.[49]
- 1974: نشرت عالمة الرياضيات الأمريكية جوان بيرمان كتاب Braids, Links, and Mapping Class Groups وأصبح مقدمة موحدة، حيث تعلم العديد من باحثي اليوم عن هذا الموضوع من خلالها.[50]
- 1975: أصبحت عالمة الرياضيات الأمريكية جوليا روبنسون أول عالمة رياضيات تنتخب في الأكاديمية الوطنية للعلوم.[51]
- 1975: أصبحت ستيلا كونليف أول رئيسة للجمعية الإحصائية الملكية.[10]
- 1976-1977: اكتشفت مارجوري رايس عالمة رياضيات أمريكية هاوية أربعة أنواع جديدة من الخماسي في عامي 1976 و 1977.[52]
- 1979: أصبحت عالمة الرياضيات الأمريكية دوروثي لويس بيرنستاين أول رئيسة لجمعية الرياضيات الأمريكية.[53]
- 1979: أصبحت عالمة الرياضيات الأمريكية ماري إلين رودين أول امرأة تقدم محاضرات الرابطة الرياضية الأمريكية إيرل ريموند هيدريك وهي تهدف إلى عرض المكشوفين المهرة وإثراء فهم مدربي الرياضيات على مستوى الكلية.[26][47]

#### 1980s
- 1980: أصبحت جوزفين غيدي واندجا من ساحل العاج أول امرأة أفريقية تحصل على درجة الدكتوراه في الرياضيات.[54][55]
- 1981: أصبحت عالمة الرياضيات الكندية الأمريكية كاثلين موراويتز أول امرأة تلقي محاضرة جيبس لجمعية الرياضيات الأمريكية.[56]
- 1981: أصبحت عالمة الرياضيات الأمريكية دوريس شاتشنايدر أول محررة لمجلة الرياضيات وهي منشور محكم كل شهرين لجمعية الرياضيات الأمريكية.[57][58]
- 1982: أصبحت ريبيكا والو عمانا أول أستاذة رياضيات في جمهورية الكونغو الديمقراطية.[59]
- 1983: انتخبت عالمة الرياضيات الأمريكية جوليا روبنسون لتكون أول رئيسة لجمعية الرياضيات الأمريكية للفترة 1983-1984 (لكنها لم تتمكن من إكمال فترة ولايتها لأنها كانت تعاني من سرطان الدم)[51][60] وأصبحت أول عالمة رياضيات تحصل على منحة ماك آرثر.[26]
- 1986: تأسست المرأة الأوروبية في الرياضيات (EWM) كمنظمة في عام 1986 من قبل بوديل برانر، وكارولين سيريز وغودرون كالمباخ، وماري فرانسواز روي، ودونا ستراوس، مستوحاة من أنشطة رابطة المرأة في الرياضيات في الولايات المتحدة الأمريكية[61] وهي «الأولى والأكثر شهرة» لعدة منظمات مكرسة للمرأة في الرياضيات في أوروبا.[62]
- 1987: أصبحت إيلين بوياني أول رئيسة لـ Pi Mu Epsilon.
- 1988: أصبحت عالمة الرياضيات الأمريكية دوريس شاتشنايدر أول امرأة تقدم محاضرات الجمعية الرياضية الأمريكية J. Sutherland Frame.[26][58]

#### 1990s
- 1992: أصبحت عالمة الرياضيات الأسترالية شيريل برايجر أول رئيسة للجمعية الرياضية الأسترالية.[63]
- 1992: أصبحت عالمة الرياضيات الأمريكية غلوريا جيلمر أول امرأة تلقي محاضرة كبرى للرابطة الوطنية لعلماء الرياضيات (كانت عنوان كوكس تالبوت).
- 1995: أصبحت عالمة الرياضيات الأمريكية مارغريت رايت أول رئيسة لجمعية الرياضيات الصناعية والتطبيقية.[26][64]
- 1995: أصبحت عالمة الرياضيات الإسرائيلية الكندية ليا إدلشتاين كيشيت أول رئيسة لجمعية علم الأحياء الرياضي.[65]
- 1995: أصبحت إينا كيرستن رئيسة جمعية الرياضيات الألمانية مما يعني أنها كانت أول امرأة ترأس المجتمع.[66][67]
- 1996: أصبحت عالمة الرياضيات الأمريكية جوان بيرمان أول امرأة تحصل على جائزة شوفينيه من الجمعية الرياضية الأمريكية.[26][68]
- 1996: أصبحت كاثرين هاينريش أول رئيسة للجمعية الرياضية الكندية.[69]
- 1996: أصبحت إيوانا دوميتريو طالبة في السنة الثانية بجامعة نيويورك من رومانيا، أول امرأة تُدعى بوتنام فيلو[70] وبوتنام فيلوز هم الخمسة الأوائل (أو الستة في حالة التعادل) الهدافين في مسابقة ويليام لويل بوتنام الرياضية.[71]
- 1998: أصبحت ميلاني وود أول امرأة أمريكية تشارك في فريق أولمبياد الرياضيات الدولي الأمريكي وفازت بميداليات فضية في الأولمبياد الرياضي الدولي 1998 و 1999.[72]

### القرن الحادي والعشرون

#### 2000s
- 2002: أصبحت سوزان هاوسون أول امرأة تحصل على جائزة آدمز التي تمنحها جامعة كامبريدج سنويًا لعالم رياضيات بريطاني دون سن ال40.[73]
- 2002: أصبحت ميلاني وود أول امرأة أمريكية وثاني امرأة بشكل عام يتم تسميتها بوتنام فيلو في عام 2002. بوتنام فيلوز هم الخمسة الأوائل (أو الستة في حالة التعادل) الهدافين في مسابقة ويليام لويل بوتنام الرياضية.[71]
- 2004: أصبحت الأمريكية ميلاني وود أول امرأة تفوز بجائزة فرانك وبريني مورغان للبحوث المتميزة في الرياضيات من قبل طالب جامعي، إنها جائزة سنوية تُمنح لطالب جامعي في الولايات المتحدة أو كندا أو المكسيك يوضح أبحاث الرياضيات المتفوقة.[72][74]
- 2004: أصبحت الأمريكية أليسون ميلر أول امرأة تفوز بالميدالية الذهبية في فريق الأولمبياد الرياضي الدولي الأمريكي.[75][76]
- 2006: أصبحت عالمة الرياضيات البولندية الكندية نيكول تومكزاك جايجرمان أول امرأة تفوز بجائزة CRM-Fields-PIMS.[77][78]
- 2006: أصبحت ستيفاني بيترميشل محللة رياضيات ألمانية ثم في جامعة تكساس في أوستن وأول امرأة تفوز بجائزة سالم وهي جائزة سنوية تُمنح لعلماء الرياضيات الشباب الذين عملوا في مجال اهتمام رافائيل سالم وخاصة الموضوعات في التحليل المتعلقة بسلسلة فورييه [26][79] وشاركت الجائزة مع أرثر أفيلا.[80]
- 2006: كانت أولغا جيل ميدرانو أول امرأة تُنتخب لهذا المنصب عندما أصبحت رئيسة الجمعية الملكية الإسبانية للرياضيات في عام 2006.[81]

#### 2010s
- 2011: أصبحت عالمة الرياضيات البلجيكية إنغريد دوبيتشيس أول رئيسة للاتحاد الدولي للرياضيات.[82]
- 2012: أصبحت عالمة الرياضيات اللاتفية داينا تايمينا أول امرأة تفوز بجائزة أويلر للكتاب عن كتابها لعام 2000 "مغامرات الكروشينج مع الطائرات الزائدية".[83][84]
- 2012: تأسست اللجنة العاملة للمرأة في الرياضيات، جمعية الرياضيات الصينية (WCWM-CMS) وهي منظمة أكاديمية وطنية لا تستهدف الربح يمكن فيها لعالمات الرياضيات العاملات في مجال البحوث والتدريس وتطبيقات الرياضيات أن يشاركن أبحاثهن العلمية من خلال التبادل الأكاديمي في الصين وخارجها.[85] وهو أحد فروع الجمعية الرياضية الصينية (CMS).[85]
- 2013: تأسست جمعية المرأة الأفريقية في الرياضيات، هذه المنظمة المهنية التي تضم أكثر من 300 عضو تروج للرياضيات للنساء والفتيات الأفريقيات وتدعم عالمات الرياضيات.[86][87]
- 2014: أصبحت مريم ميرزاخاني أول امرأة وكذلك أول إيرانية تحصل على ميدالية فيلدز التي مُنحت لها «لمساهماتها البارزة في ديناميكيات وهندسة أسطح ريمان ومساحاتها النموذجية»،[88][89][90] في ذلك العام مُنحت ميدالية فيلدز أيضًا لمارتن هيرر، ومانجول بارجافا، وأرثر أفيلا[91] وهي جائزة تُمنح لاثنين أو ثلاثة أو أربعة من علماء الرياضيات الذين لا تتجاوز أعمارهم 40 عامًا في كل مؤتمر دولي للاتحاد الدولي للرياضيات وغالبًا ما يُنظر إليها على أنها أعظم تكريم يمكن أن يحصل عليه عالم الرياضيات.[92][93]
- 2016: حصلت عالمة الرياضيات الفرنسية كلير فوازين على الميدالية الذهبية CNRS وهي أعلى جائزة لبحث علمي في فرنسا.[94]
- 2016: حصلت لجنة المرأة في الرياضيات بجمعية لندن للرياضيات على جائزة أثينا الافتتاحية للجمعية الملكية.[95]
- 2017: أصبحت نزهة اليعقوبي أول رئيسة للاتحاد الرياضي الأفريقي.[96]
- 2019: أصبحت عالمة الرياضيات الأمريكية كارين أولينبيك أول امرأة تفوز بجائزة أبيل حيث أشارت لجنة الجائزة إلى "التأثير الأساسي لعملها على التحليل والهندسة والفيزياء الرياضية."[97]
- 2019: أصبحت ماريسا كاويهي لوفينغ أول امرأة من سكان هاواي الأصليين تحصل على درجة الدكتوراه في الرياضيات عندما تخرجت من جامعة إلينوي أوربانا شامبين في عام 2019، بالإضافة إلى كونها من سكان هاواي الأصليين فهي أيضًا سوداء ويابانية وبورتوريكية.[98]

#### 2020s
- 2022: حصلت مارينا فيازوفسكا على ميدالية فيلدز في يوليو 2022 مما يجعلها ثاني امرأة (بعد مريم ميرزاخاني) وأول أوكرانية تحصل عليها،[99][100] كما مُنحت في ذلك العام ميدالية فيلدز أيضًا لهوغو دومينيل كوبين، وجون هوه، وجيمس ماينارد.[100] ميدالية فيلدز هي جائزة تُمنح لاثنين أو ثلاثة أو أربعة علماء رياضيات لا يتجاوز عمرهم 40 عامًا في كل مؤتمر دولي للاتحاد الدولي للرياضيات وغالبًا ما يُنظر إليها على أنها أعظم تكريم يمكن لعالم الرياضيات الحصول عليه.[92][93]
- 2023: حصلت إنغريد دوبيتشيس على جائزة وولف في الرياضيات في فبراير 2023 لتصبح أول امرأة تحصل على هذه الجائزة.[101]

## أنظر أيضا
- قائمة النساء في الرياضيات
- الجدول الزمني للمرأة في الرياضيات في الولايات المتحدة
- الجدول الزمني للرياضيات
- الجدول الزمني للابتكار الرياضي في جنوب وغرب آسيا